# Teodoros Skilakakis
Teodoros Skilakakis, gr. Θεόδωρος Σκυλακάκης (ur. 18 października 1959 w Atenach) – grecki polityk i ekonomista, urzędnik państwowy i samorządowy, poseł do Parlamentu Europejskiego VII kadencji, deputowany krajowy, w latach 2023–2025 minister środowiska i energii.

## Życiorys
Ukończył w 1981 studia ekonomiczne na Uniwersytecie Narodowym im. Kapodistriasa w Atenach, uzyskał następnie dyplom MBA na City University w Londynie. Był dyrektorem generalnym centrum naukowego, doradcą greckiego premiera i ministra obrony narodowej. W latach 2003–2006 pełnił funkcję zastępcy burmistrza Aten ds. finansów, odpowiadał m.in. za organizację Letnich Igrzysk Olimpijskich 2004. Od 2005 do 2006 kierował jednocześnie miejską organizacją na rzecz rozwoju gospodarczego i turystyki. W 2006 został sekretarzem generalnym ds. rozwoju współpracy i międzynarodowych stosunków gospodarczych w ministerstwie spraw zagranicznych.
W wyborach w 2009 uzyskał mandat posła do Parlamentu Europejskiego (z ramienia Nowej Demokracji). Przystąpił do grupy Europejskiej Partii Ludowej (później przeszedł do ALDE), a także do Komisji Kontroli Budżetowej oraz Komisji Ochrony Środowiska Naturalnego, Zdrowia Publicznego i Bezpieczeństwa Żywności. W 2010 był jednym z organizatorów Sojuszu Demokratycznego, a w 2012 stanął na czele partii Drasi. Kierował nią do 2019, gdy ugrupowanie to zdecydowało się zakończyć swoją działalność i wesprzeć Nową Demokrację.
W 2019 bez powodzenia kandydował z ramienia ND do Parlamentu Hellenów; mandat deputowanego uzyskał w 2022 (po śmierci Mariety Janaku w lutym tegoż roku). Utrzymywał go w wyniku wyborów z maja 2023 i czerwca 2023.
W lipcu 2019 nowy premier Kiriakos Mitsotakis powierzył mu funkcję wiceministra finansów. W sierpniu 2020 awansowany na zastępcę ministra do spraw polityki fiskalnej. Funkcję tę pełnił do maja 2023. W czerwcu 2023 objął stanowisko ministra środowiska i energii w nowo powołanym drugim rządzie Kiriakosa Mitsotakisa. Urząd ten sprawował do marca 2025.